# Jardín botánico costero de Himi
El Jardín botánico costero de Himi en japonés: 氷見市海浜植物園 Himi-shi Kaihin Shokubutsuen, es invernadero y jardín botánico en Himi, Japón. 

## Localización
Situado convenientemente entre las estaciones de Himi y Shimao.
Himi-shi Kaihin Shokubutsuen 3583 Banchi, Tanagida, Himi-shi, Toyama-ken 877-1361 Honshū-jima Japón.
Planos y vistas satelitales.36°50′13.56″N 137°0′14.76″E / 36.8371000, 137.0041000
- Altitud: 2,5 m s. n. m.
- Temperatura media anual: 13,4 °C
- Precipitaciones medias anuales: 1 920 mm

El jardín es visitable por el público en general, de 9:00 a 16:30, de miércoles a lunes cerrando los martes. Se paga una tarifa de entrada.

## Historia
El jardín se abrió en 1996 situado en el "Matsudae-no-Nagahama", un paseo marítimo a lo largo de una playa de arenas blancas y verdes pinos mencionados en el Man'yōshū. 
Se encuentra en un llamativo edificio diseñado por la arquitecta Itsuko Hasegawa.
El objetivo que tiene el jardín botánico costero de Himi es el de trabajar para preservar especímenes raros de plantas de la costa de Himi y educar a la gente acerca de los problemas ambientales en el mar.

## Colecciones
El jardín se especializa en plantas de mar, y cuenta con un invernadero de 753 m² con :
- Un tanque de agua donde se cultivan マングローブ hirugi manglares, tropicales y subtropicales (Kandelia caandel, Kandelia obovata, . .). En el invernadero, hay muchas plantas con diversas características.
- Colección de plantas trepadoras,
- Colección de plantas costeras que se desarrollan junto al mar, procedentes de diferentes lugares de Japón,
- Una exposición de insectos.

## Actividades
Una de las actividades que se efectúan en este centro es la de protección y cultivo de árboles característicos de la ciudad de Himi. 
Organización de talleres para niños y adultos sobre las plantas marítimas.
En sus instalaciones se organizan cada año varias exposiciones, tal como las de camelias, crisantemos, pecios de mar y madera flotante.